# Parc national De Maasduinen
Le parc national De Maasduinen est un parc national des Pays-Bas situé dans la province du Limbourg.
Le du parc est comme le parc national De Meinweg situé dans un paysage de terrasses. Il est façonné par la Meuse ; il est composé de plateaux à différents niveaux, son sol est sablonneux.
Le parc national De Maasduinen est une forêt et de landes dans le nord du Limbourg, situé sur une crête de sable longue haleine entre la haute Meuse et la frontière de l'Allemagne. Il est situé principalement dans la municipalité de Bergen. Le domaine De Hammert est au cœur de ce parc national, qui était jusqu'en 1998 le nom du parc national. Le parc s'étend sur 20 km avec une largeur moyenne de deux ou trois kilomètres. Sa superficie est de plus de 4500 hectares.

## Nature
Le parc national De Maasduinen est principalement constituées de forêts de pins relativement jeune, plantées sur une surface de dekzand. Le parc compte des dunes de sable, mais également  des sables mouvants.
Un procès a eu lieu avec Bergerheide dans les années 1980 contre l'extraction de sable et de gravier. Une grande partie de la lande a été épargnée.

## Gestion
Pour parvenir à un développement naturel du parc des galloways, moutons et des chèvres sont utilisées. Cela devrait conduire à une forêt naturelle en renouvellement. La lande est souvent appauvrie ou épuisée par les moutons.

## Corridors écologiques
Le Maasduinen fait partie d'une série d'espaces naturels sur la rive orientale de la Meuse. Des corridors écologiques existent avec l'Allemagne ; ils ont conduit, par exemple le castor à s'installer spontanément dans les Maasduinen.

## Quelques vues

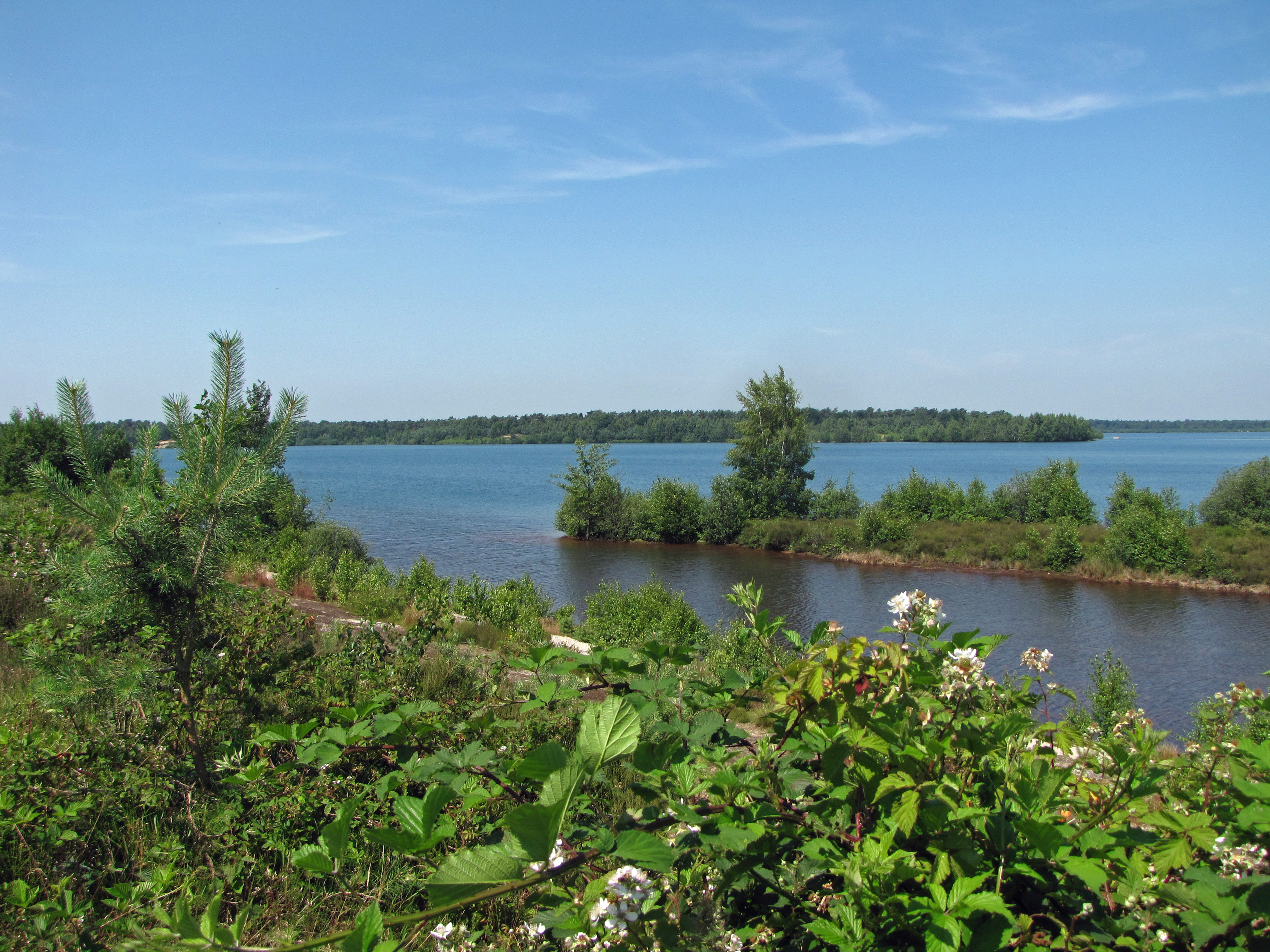
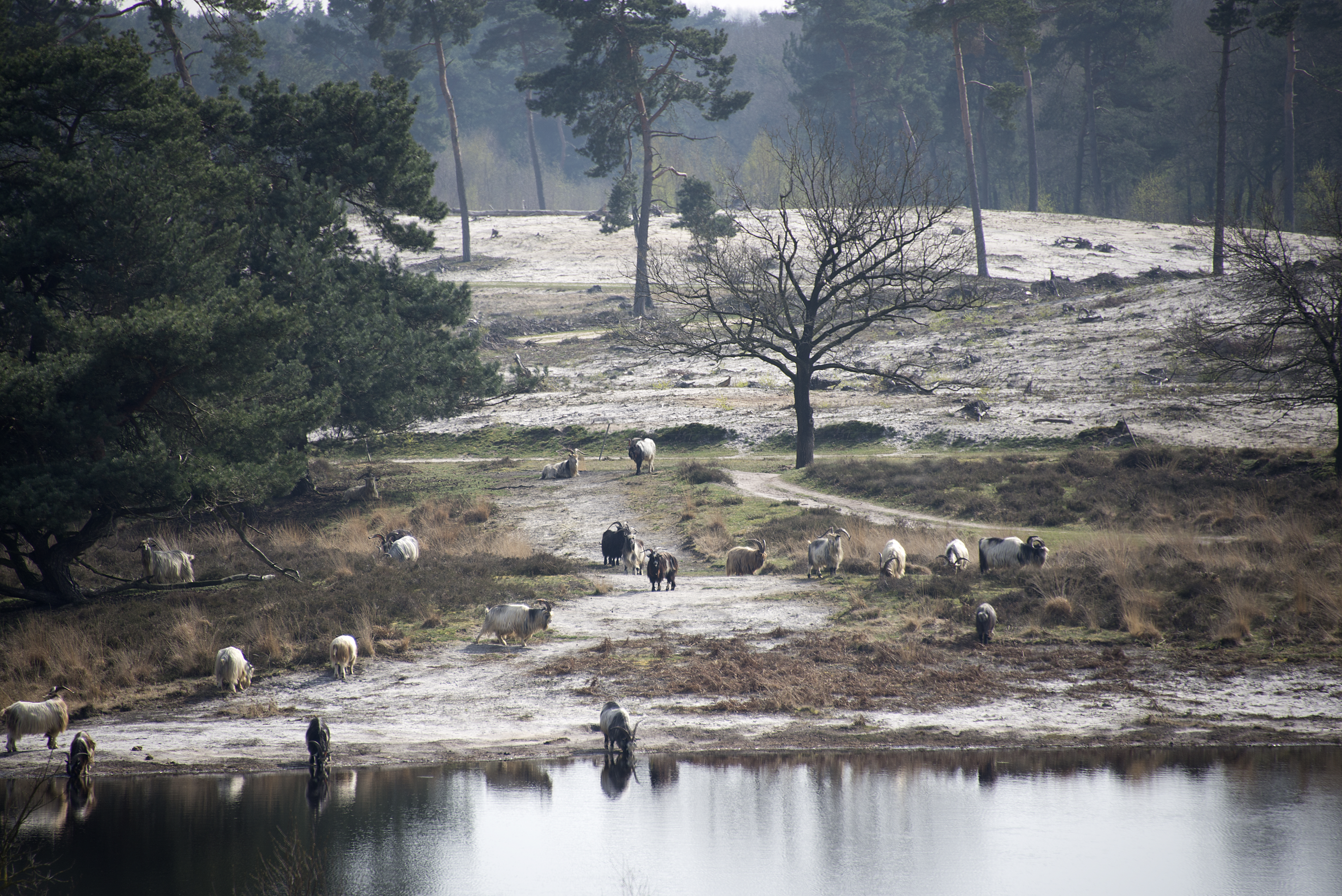
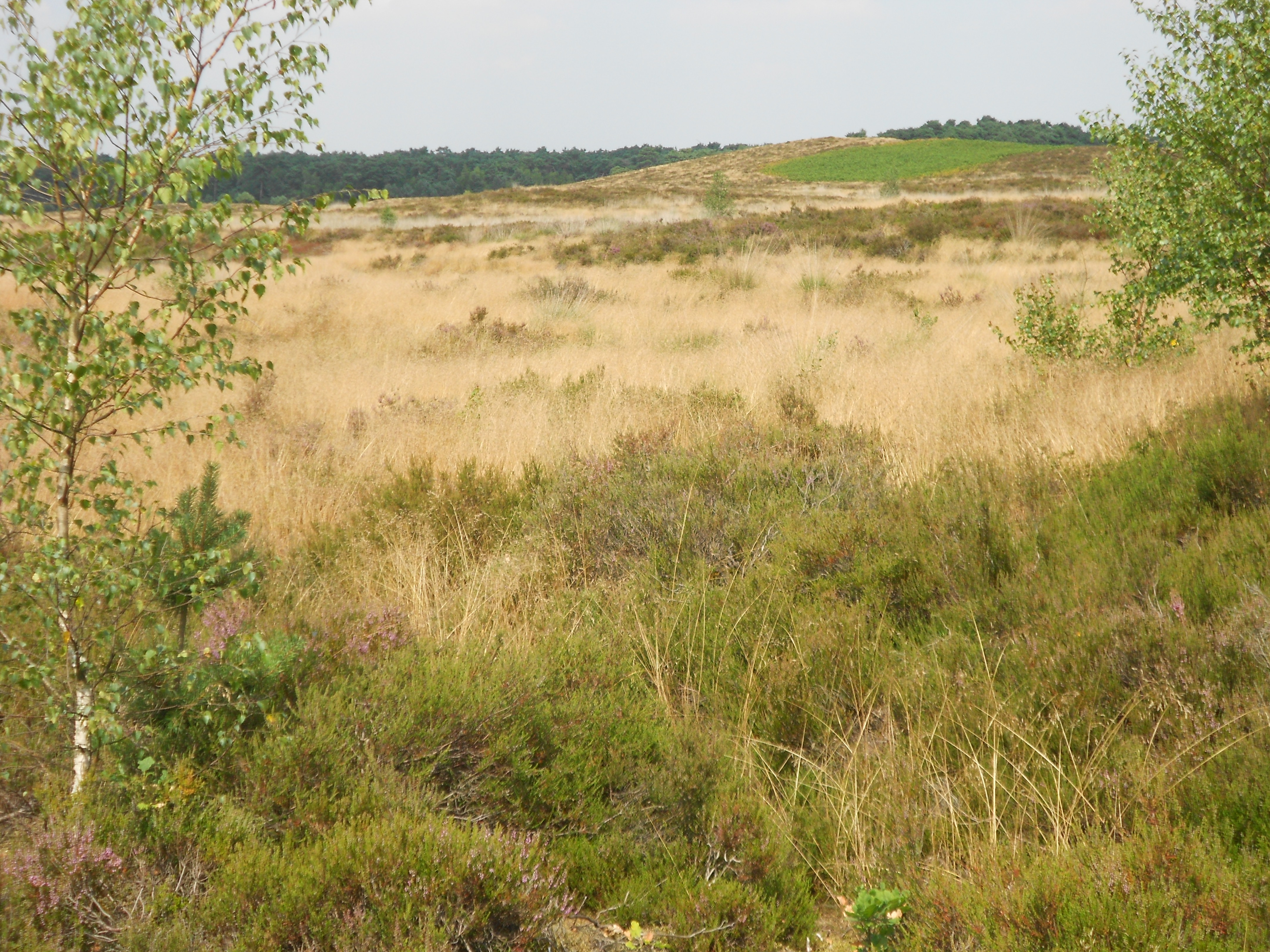
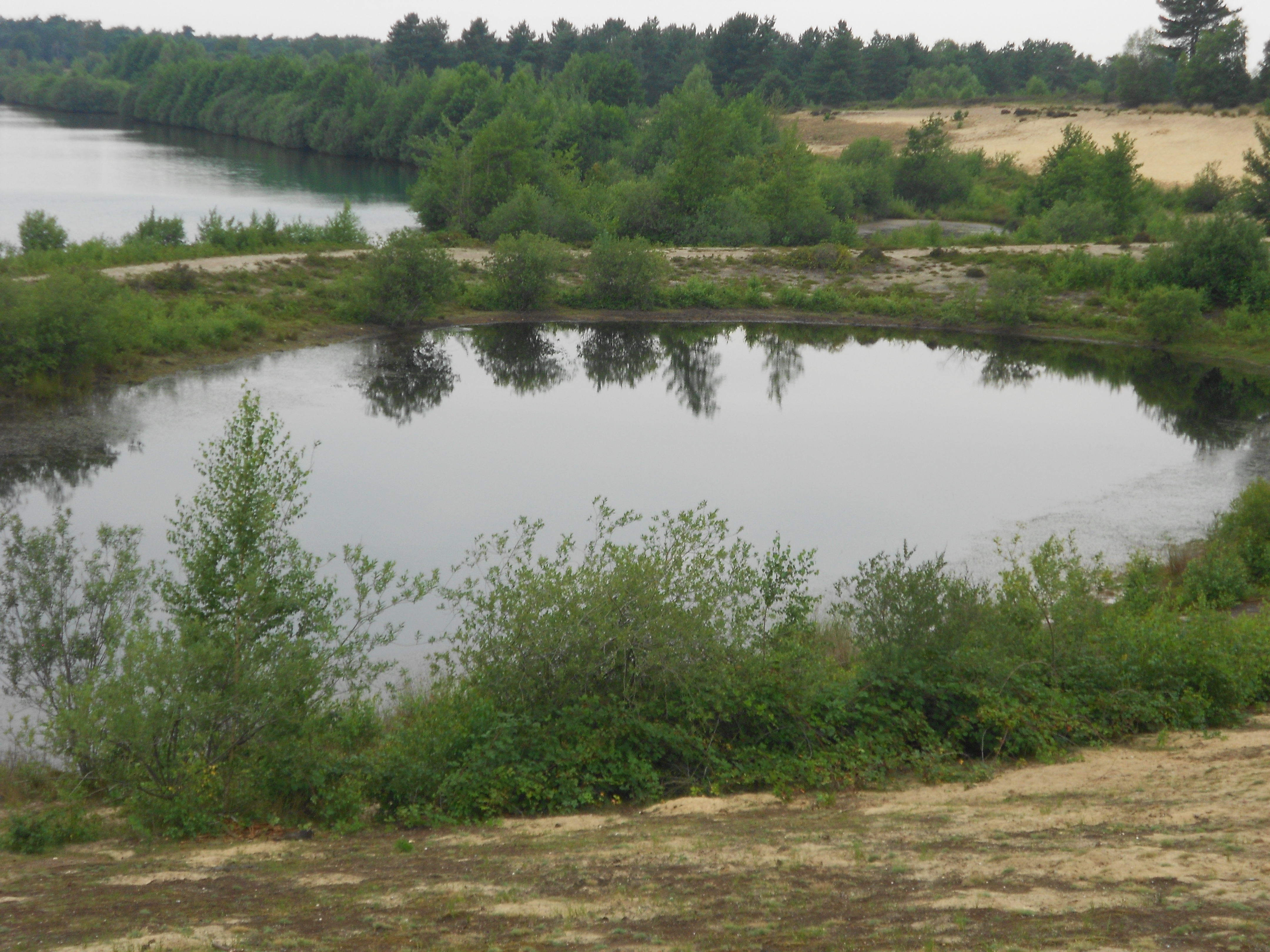
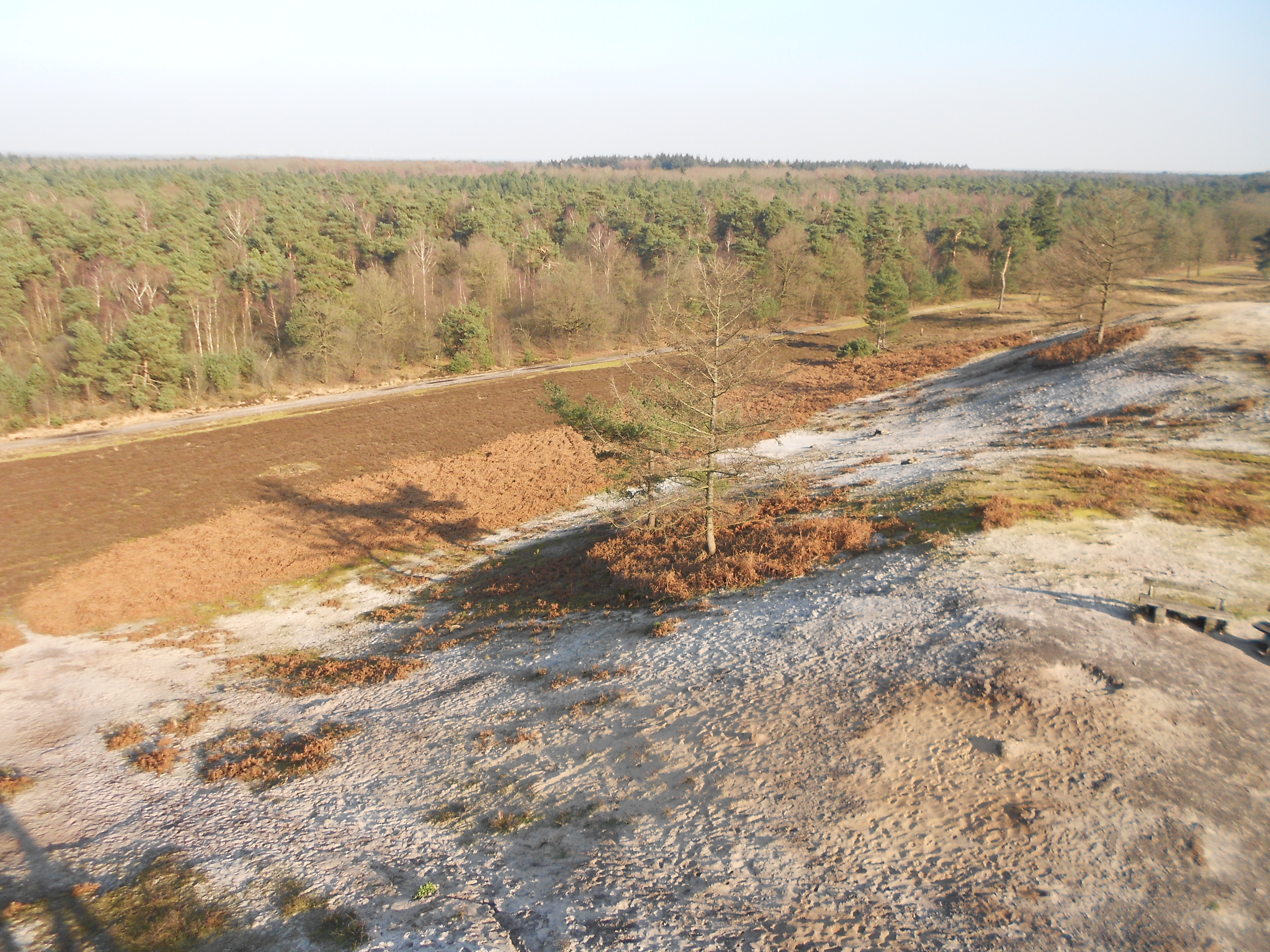

## Liens externes

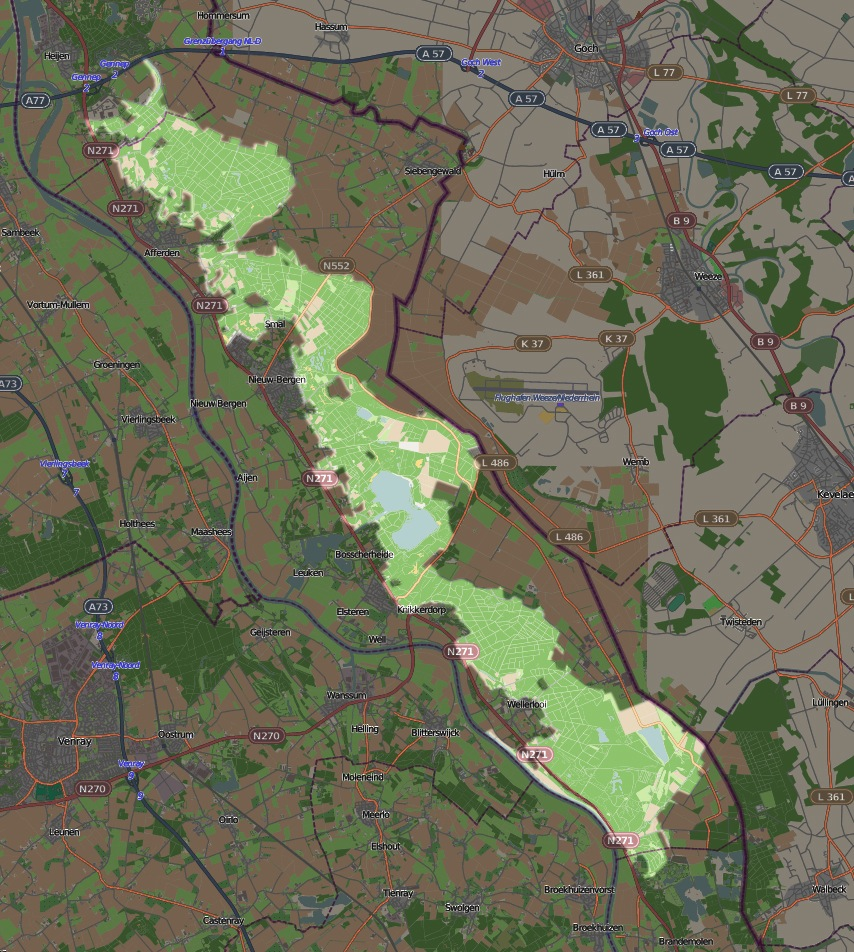
Plan du parc